# Offensive de Narva (juillet 1944)
Front de l'Est de la Seconde Guerre mondiale
 (Bataille de Narva)
Batailles
- Kingisepp–Gdov
- Narva (1re offensive
- 2e offensive
- 3e offensive
- 4e offensive
- 5e offensive)
- Bombardements de Tallinn
- Auvere
- Ligne Tannenberg
- Tartu
- Tallinn
- Porkuni
- Moonsund
- Tehumardi

La cinquième offensive de Narva est un engagement militaire menée entre le groupe d'armées Narwa allemand et le front de Léningrad soviétique pour la prise de la ville de Narva du 24 au 30 juillet 1944.
La percée soviétique en Biélorussie oblige le groupe d'armées Nord à retirer une grande partie de ses troupes de Narva vers la partie centrale du front de l'Est et vers la Finlande. Ne disposant plus de forces suffisantes pour la défense de l'ancienne ligne de front de Narva en juillet, le groupe d'armées commence à préparer le retrait de ses forces vers la ligne de défense de Tannenberg sur les collines des monts Sinimäed à 16 kilomètres de Narva. Alors que le commandement du front soviétique de Leningrad n'était pas au courant des préparatifs, ceux-ci conçoivent l'offensive de Narva. Les troupes de choc du front finlandais étaient concentrées près de Narva, donnant au front de Leningrad une supériorité de 4:1 à la fois en termes d'effectifs et d'équipement. Avant que les forces allemandes ne mettent en œuvre le plan, la 8e armée soviétique lance l'offensive par un assaut à la gare d'Auvere. Le 45e régiment SS Estland ( 20e division SS) et le 44e régiment d'infanterie (qui comprenait du personnel de Prusse-Orientale) repoussent l'attaque, infligeant de lourdes pertes à la 8e armée. La 11e division SS Nordland et la 4e brigade SS Nederland stationnées à Ivangorod quittent leurs positions tranquillement dans la nuit précédant le 25 juillet. L'évacuation est effectuée selon les plans de l'Obergruppenführer Felix Steiner jusqu'à ce que la 2e armée de choc reprenne l'offensive dans la matinée du 25 juillet. Soutenue par 280 000 obus et grenades provenant de 1 360 canons d'assaut, l'armée traverse le fleuve au Nord de la ville. Le 2e bataillon du 46e régiment et 2e bataillon du 47e régiment empêchent la 2e armée de choc de capturer l'autoroute derrière les détachements en retraite de la division Nordland. L'opération de défensive coûte la perte du 48e régiment SS de Panzergrenadier en raison de leurs erreurs tactiques. Les forces soviétiques capturent finalement Narva le 26 juillet.